# Aqueduc de Mons à Fréjus
L'aqueduc de Mons à Fréjus est un aqueduc romain qui alimentait la ville de Fréjus depuis Mons et Montauroux. L'aqueduc est classé aux titre des monuments historiques depuis 1886.

## Description
À sa mise en service, la longueur totale de l'aqueduc est de 41 567 m, vingt six kilomètres en longueur orthodromique.
Au début de son utilisation, l'aqueduc est alimenté par la Foux de Montauroux. Environ vingt ans plus tard, une seconde source, la Siagnole, ou Neissoun vient compléter l'alimentation de l'aqueduc. Alimenté par deux sources différentes, l'aqueduc est alors qualifié de « bicéphale ». Au départ de l'aqueduc, l'altitude est de 516 m et la température moyenne de l'eau est de 10,5 °C. L'aqueduc rejoint Fréjus, située à 34 m d'altitude, en suivant une pente moyenne de 1,1 %. L'eau met environ 17 heures à parcourir la totalité de l'aqueduc, à la vitesse moyenne de 2,4 km/h. Le débit moyen est estimé à 34 litres par seconde, soit un débit journalier d'environ 2 900 mètres cubes. Les dimensions internes de l'aqueduc sont d'1,6 mètre de haut pour 70 centimètres de large (soit deux pieds romains).
L'aqueduc franchit un grand nombre de vallons où il est affecté par le résultat des précipitations méditerranéennes et réchauffé par le soleil, ce qui accentue les dépôts carbonatés. Le trajet est en majeure partie souterrain, sauf à l'approche de Fréjus dont il aborde le point le plus haut à une altitude de 34 m. Il y a été partiellement réutilisé pour y installer la conduite d'alimentation en eau de Fréjus dite de la 2e convention (1794).
La date de construction a été estimée au milieu du Ier siècle, mais de nombreuses données concernant la construction de l'aqueduc restent inconnues à ce jour ainsi, la durée du chantier, le coût et le financement n'ont pu être déterminés.
Il est resté en service pendant environ 305 ans d'après l'étude de l'épaisseur des concrétions internes (dépôts carbonatés), qui augmentent d'environ un millimètre par an. Toutefois, les cinq à sept premiers kilomètres sont encore utilisés de nos jours.
La ligne de chemin de fer Fréjus-Montauroux (dite de la mine des Vaux) aujourd'hui disparue empruntait sensiblement le même trajet,,,.

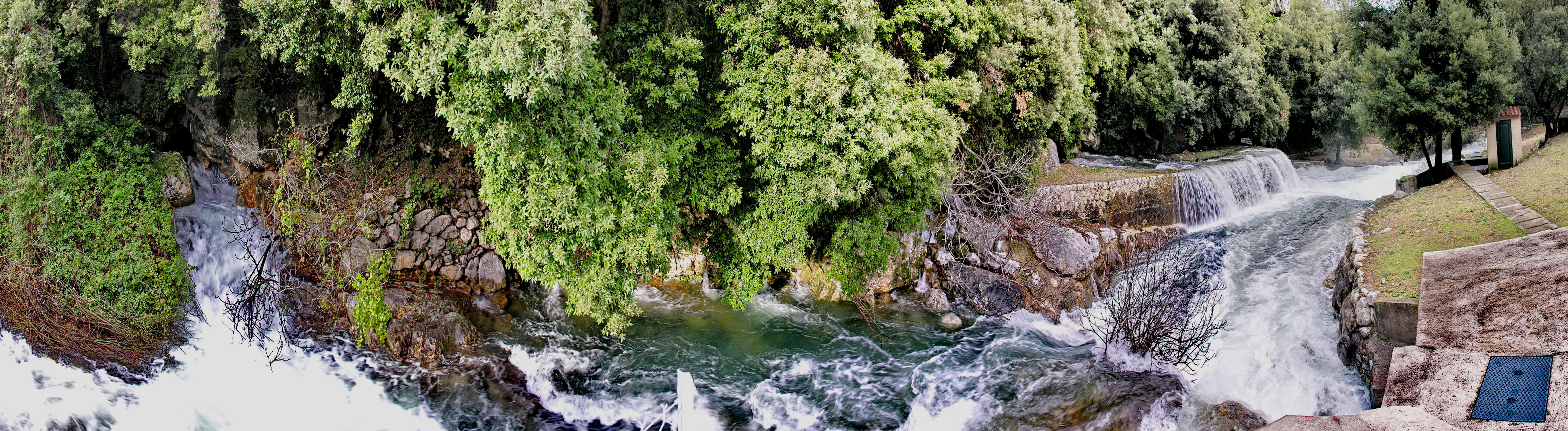
Montage photographique réalisé après plusieurs jours de fortes précipitations. À gauche : le flux issu la grotte dite du Neissoun, au centre : les différentes résurgences vauclusiennes, à droite : la capture moderne dite cage aux lions.

## Trajet

### La montagne: la Roche-Taillée
La Roche-Taillée représente un obstacle majeur sur le trajet initial montagneux, toujours en exploitation. La première tentative s'est rapidement soldée par un effondrement, les Romains ont alors persisté dans la réalisation d'une tranchée monumentale et non d'un tunnel.

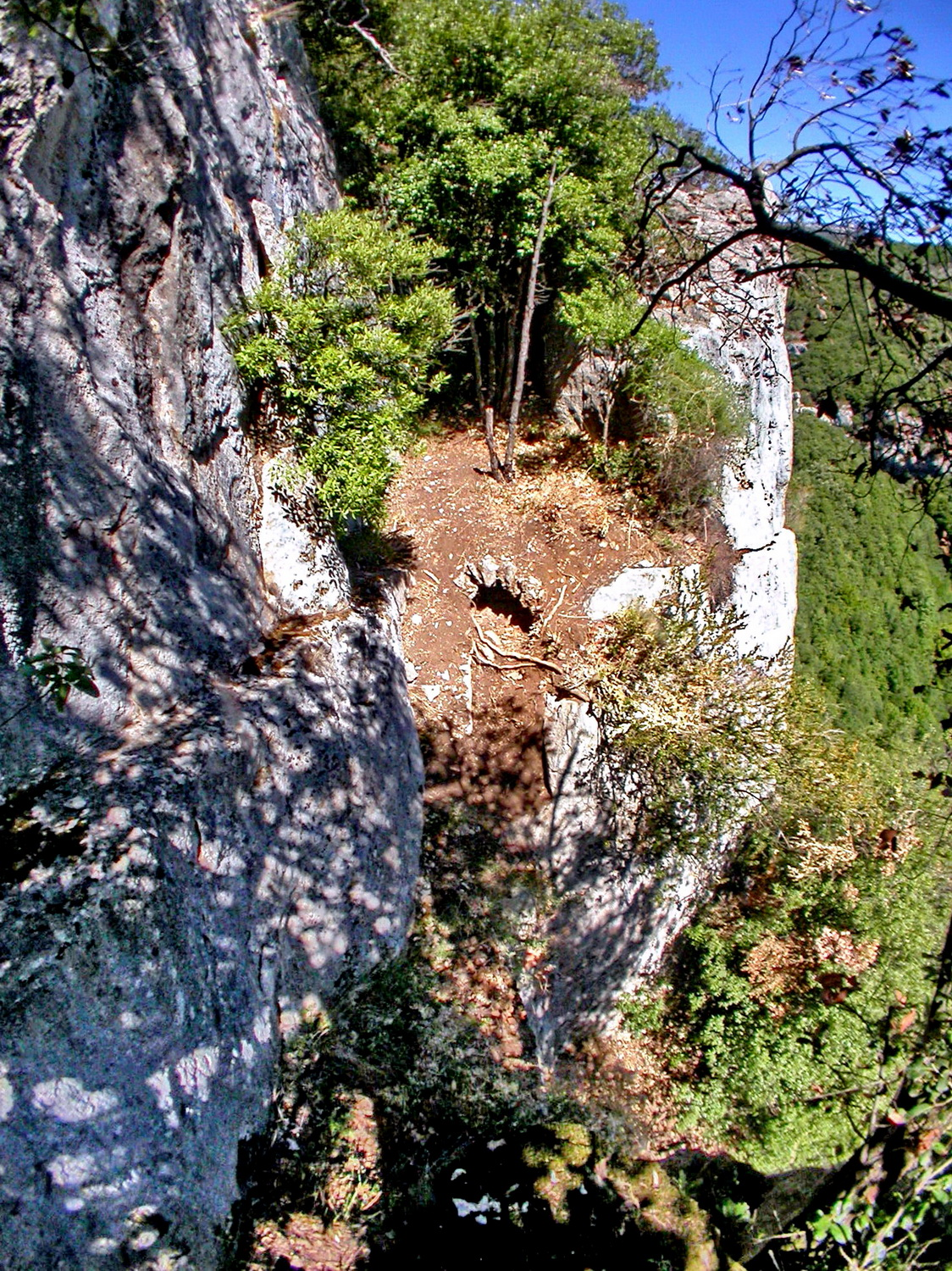
Roche-Taillée 1er état : effondrement
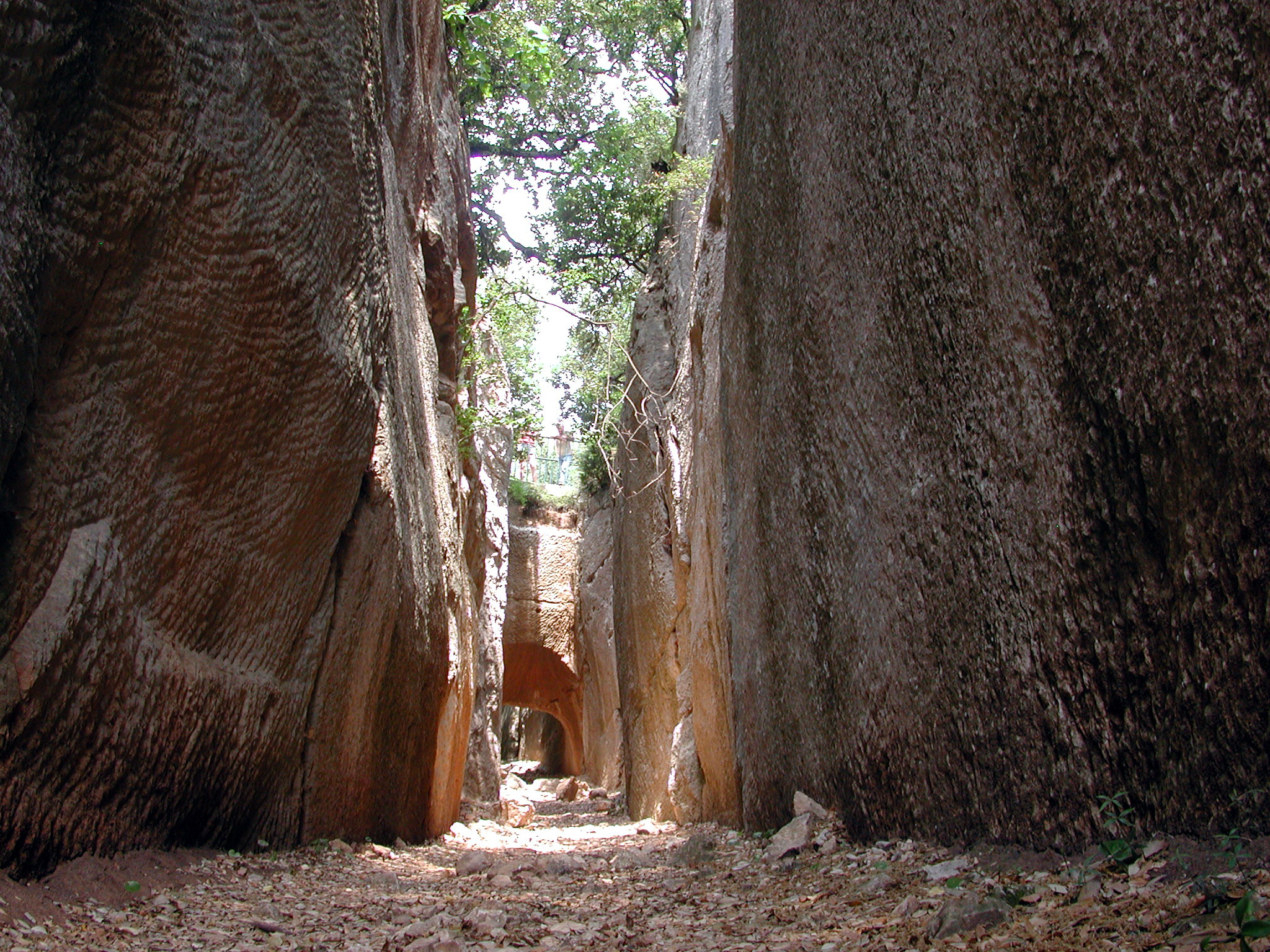
Passage de l'aqueduc à Roche Taillée (2e état).

### La transition: descentes de Pibresson puis du plateau de Callian
À la fin de son trajet montagneux, l'aqueduc romain descend vers la plaine avec deux zones de fortes pentes : les «rapides de Pibresson» et la descente du plateau de Callian. Le trajet de la descente de Callian est maintenant bien identifié à la suite de plusieurs travaux publics ou chez des particuliers. Contre toute attente, son trajet est alors rectiligne, avec une pente moyenne de 8 %, sans puits de chute ni bassin de ralentissement. Curieusement son trajet n'a pas été retrouvé lors des terrassements très importants du lotissement «Château Camiole», zone extrêmement humide, et minée par des carrières de gypse.

### La plaine: Callian, Montauroux et le lac de Saint-Cassien
Le trajet dans la plaine de Callian et de Montauroux a été détruit à la suite d'exploitations agricoles anciennes ou de la construction de lotissements ou de parkings. C'est un trajet très rectiligne, qui présente des modifications de structure d'âges différents.

#### Le franchissement du Biançon entre la Foux de Montauroux et Fondurane
À la suite de recherches aux archives départementales, confirmées sur le terrain, il apparaît que :
- La branche dite de la Foux prenait sa source à la Foux de Callian (en amont de la Foux de Montauroux).
- Il existe une branche de dérivation franchissant le Biançon peu après les Foux et qui rejoint la branche principale à Gayet par le pont (connu) sur la Carpénée, cette branche étant vraisemblablement destinée à suppléer la fragilité des deux ponts successifs de la branche principale pour le franchissement du Biançon plus en aval.

#### Le franchissement du Biançon à Fondurane (Gayet)
Ce franchissement est de découverte récente. Il était pourtant largement décrit dans plusieurs documents d'archives et même sur le cadastre napoléonien, mais personne ne les avait exploités. Sa localisation avait longtemps été confondue avec l'exutoire du moulin et de la scierie de Fondurane.
L'importance du bassin versant du Biançon offre une explication de poids à l'existence de deux états successifs ainsi que de la voie sud de suppléance (passant par Plaine Neuve). Ce passage sensible, tardivement connu, semble avoir causé plus de problèmes que celui de la Roche-Taillée.

#### Trajet immergé dans le lac de Saint-Cassien
Dans la traversée du lac, l'aqueduc romain a été réutilisé en 1892 pour y installer un conduite de 40 cm en amiante-ciment afin d'alimenter les villes de Fréjus et Saint-Raphaël.
Ces travaux ont fait l'objet d'une étude préalable particulièrement détaillée par les ingénieurs des Ponts-et-Chaussée Perrier et Périer.
L'aqueduc a pu être intégralement observé en septembre 2006 du fait de la sécheresse importante ayant abaissé inhabituellement le lac de Saint-Cassien.

- en rouge le tracé de l'aqueduc romain
- en noir = tunnels
- en vert clair = canal 'Jourdan' (1892)
- en vert foncé = canal E2S de  1965

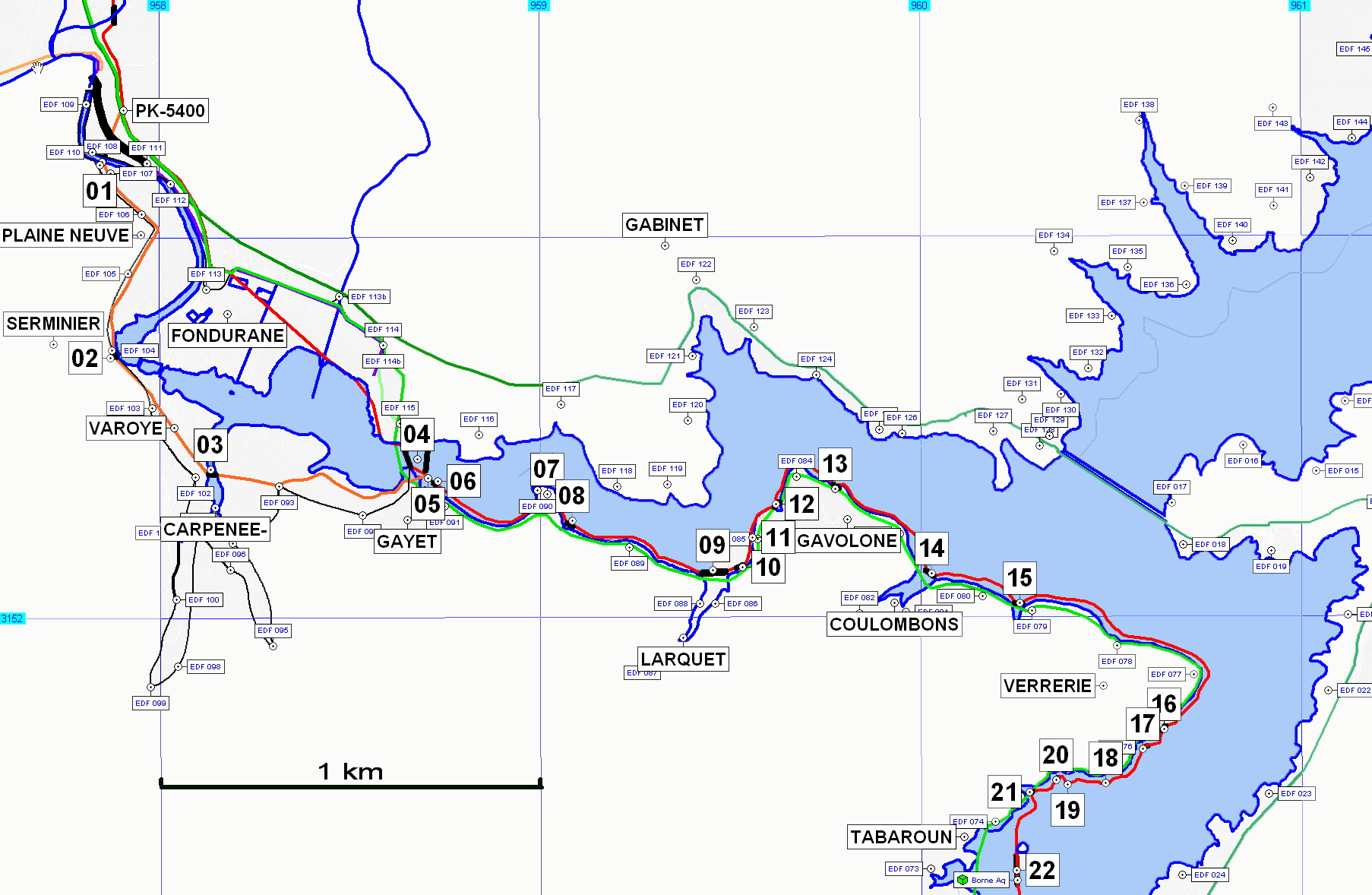
Branche ouest du lac
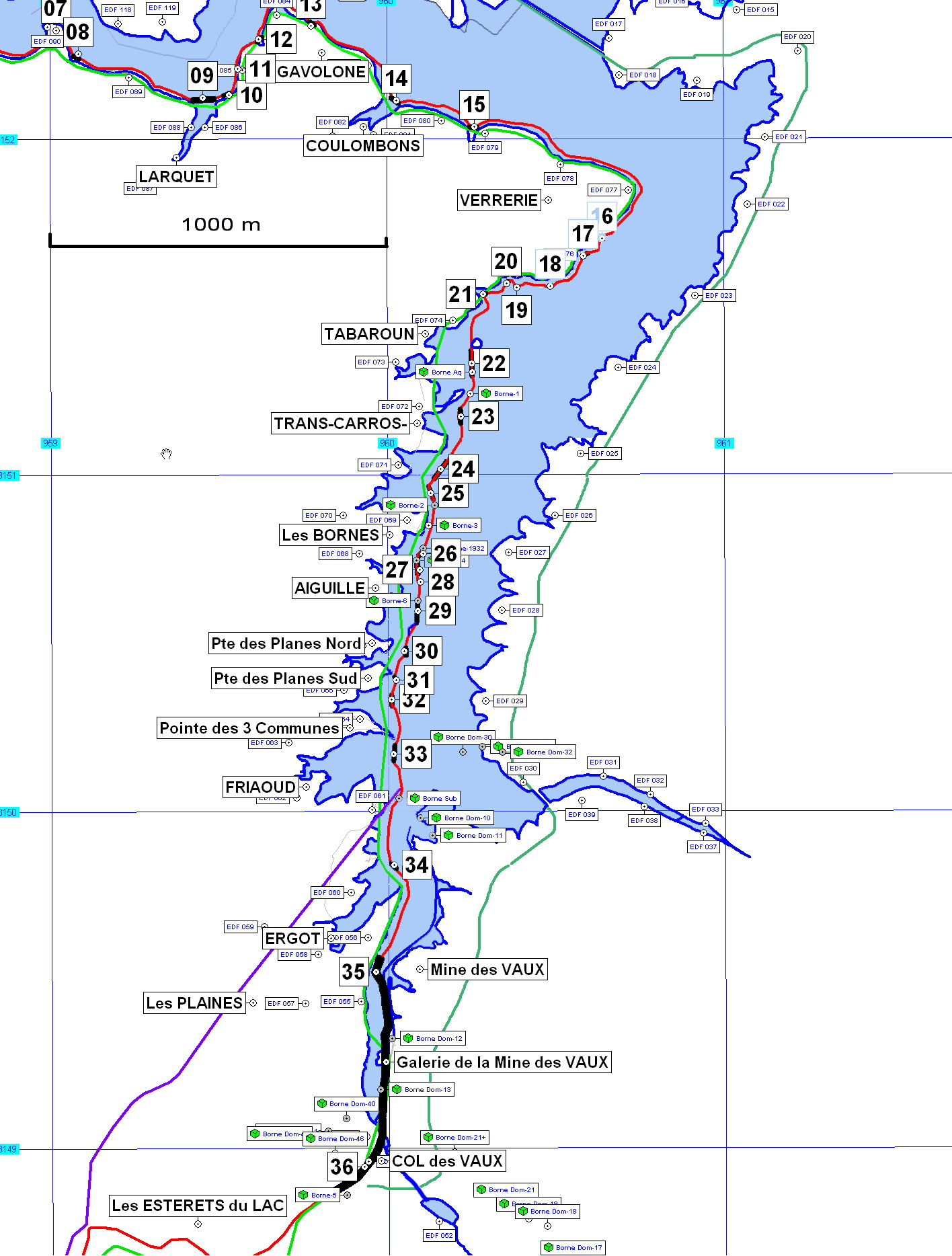
Branche sud du lac

#### La galerie romaine des Vaux
Le franchissement du col des Vaux (ligne de partage des eaux) a nécessité le percement d'une galerie de 852 mètres  de long. Du fait de son altitude la galerie n'a jamais été visible depuis la formation du lac de Saint-Cassien. C'est un des points faibles du lac, qui pose également des problèmes d'étanchéité ayant nécessité la mise en place d'un drain.

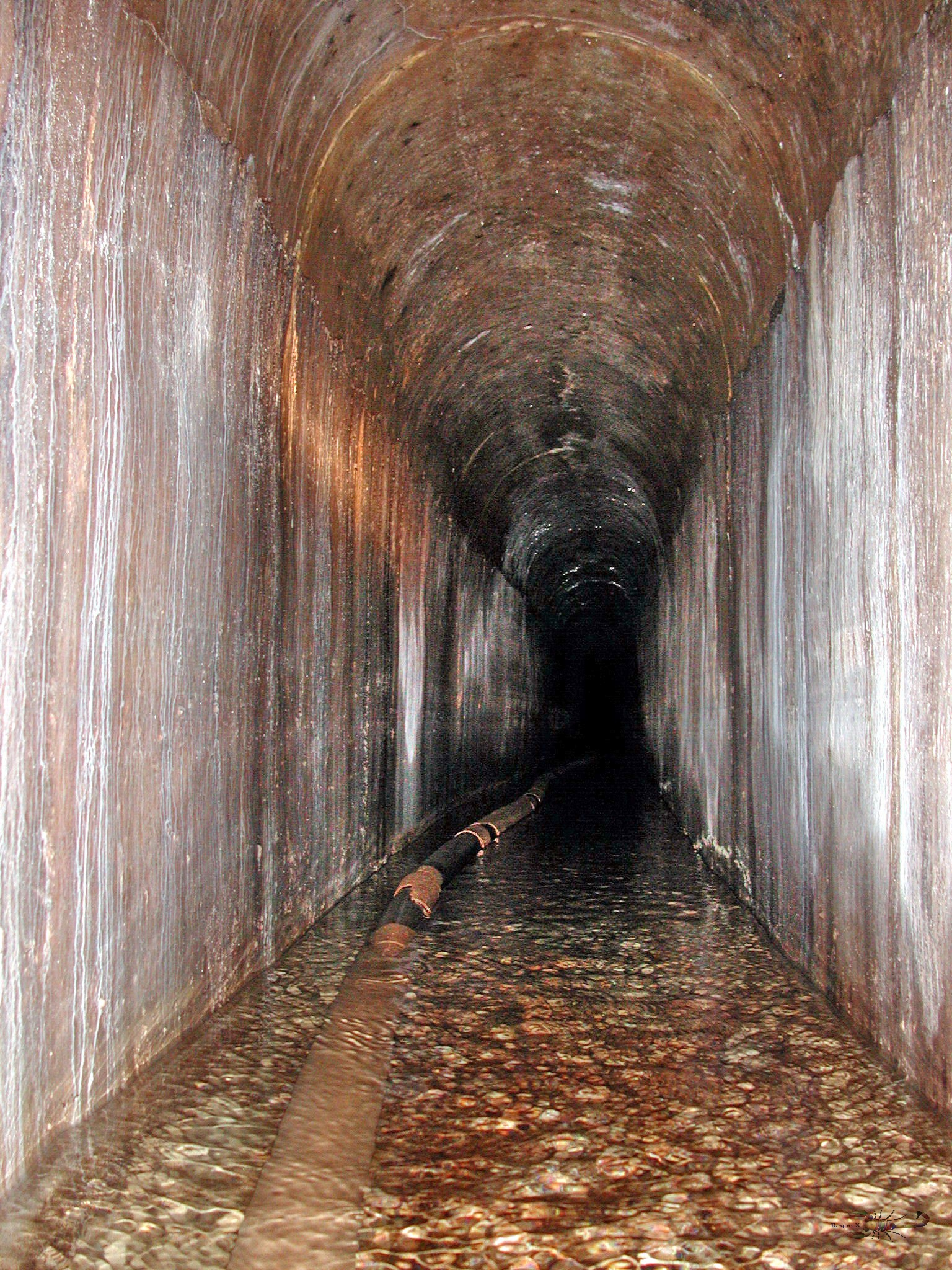
Lumière de l'aqueduc à la sortie de la galerie romaine au col des Vaux

#### Trajet de la vallée du Reyran
La vallée du Reyran a été inondée lors de la mise en eau de la retenue du barrage de Malpasset, qui s'est dramatiquement rompu en 1959. La construction en 1962 du barrage-poids de Saint-Cassien a encore une fois inondé l'aqueduc en créant la retenue du lac de Saint-Cassien. C'est une zone accidentée, initialement à forte pente, où on ne retrouve que peu de traces de l'aqueduc.

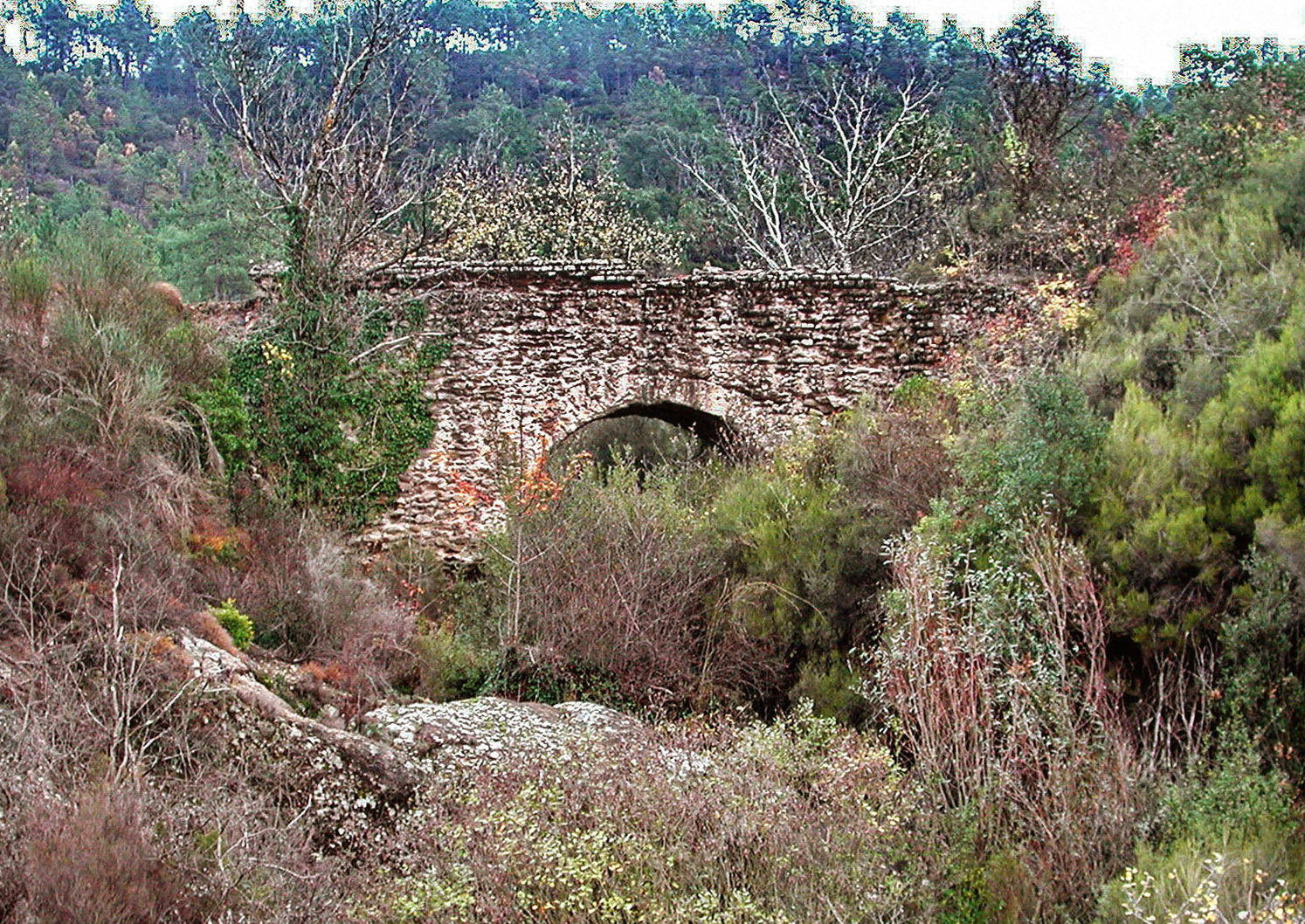
Pont de Jaumin

### Approche de Fréjus et trajet final
Après la traversée d'un affluent du Reyran [Lequel ?] (et de l'autoroute A8), 
l'aqueduc serpente le long des lignes de niveaux tout en empruntant quelques ponts, 
dont plusieurs restes remarquables subsistent:
les arches de l'Esquine, les arches doubles Sénéquier, le pont de la Moutte, 
et le pont du Gargalon, dont une arche enjambe le chemin cyclable le long de la D637).

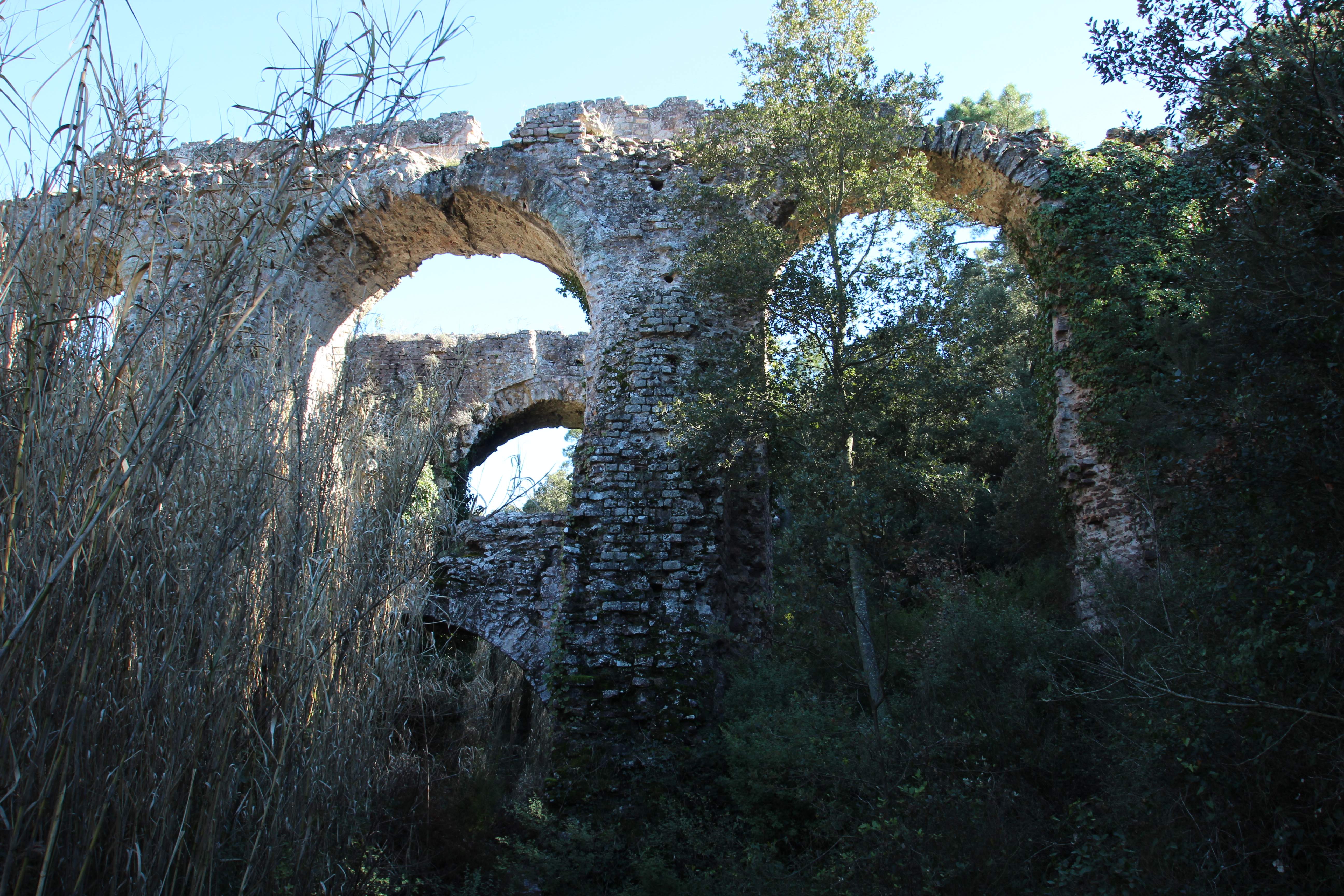
Arches Sénéquier
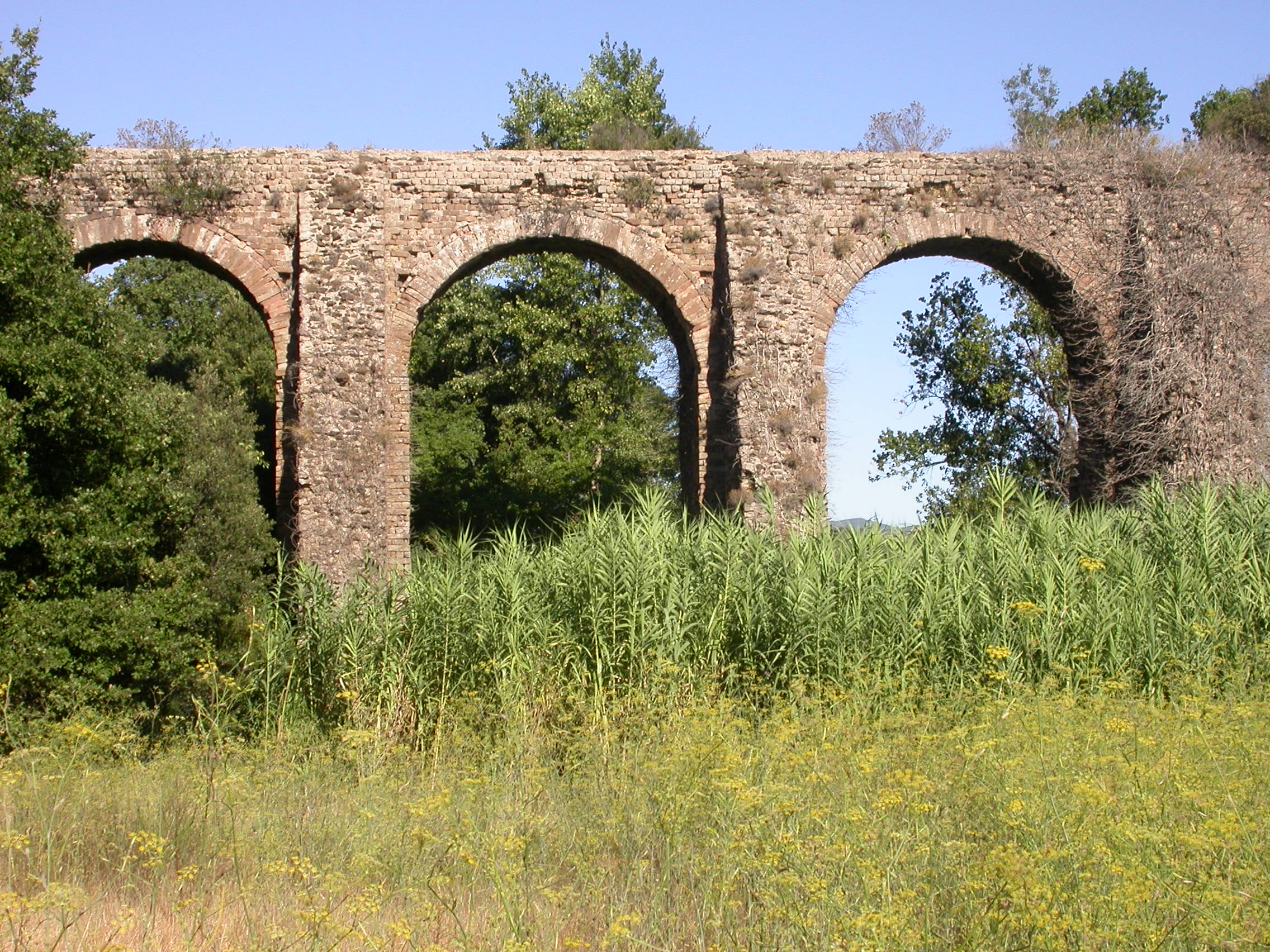
Pont du Gargalon

Le canal romain est ensuite partiellement enclavé dans des lotissements et propriétés privées.
Il comporte plusieurs passages souterrains et, en extérieur, quelques restes dont les arches Bérenguier et pont de la Combe de Rome.
L'aqueduc émerge finalement dans le parc de la Villa Aurélienne.
Il emprunte sur 695 mètres le majestueux pont de Sainte-Croix (86 arches, dont 10 arches et 9 piles isolées sont encore visibles dans le Parc Aurélien tout comme sur l'avenue du XVè corps).
Les dernières traces de l'aqueduc sont enfin visibles sur les ruines du rempart romain jouxtant le Clos de la Tour.

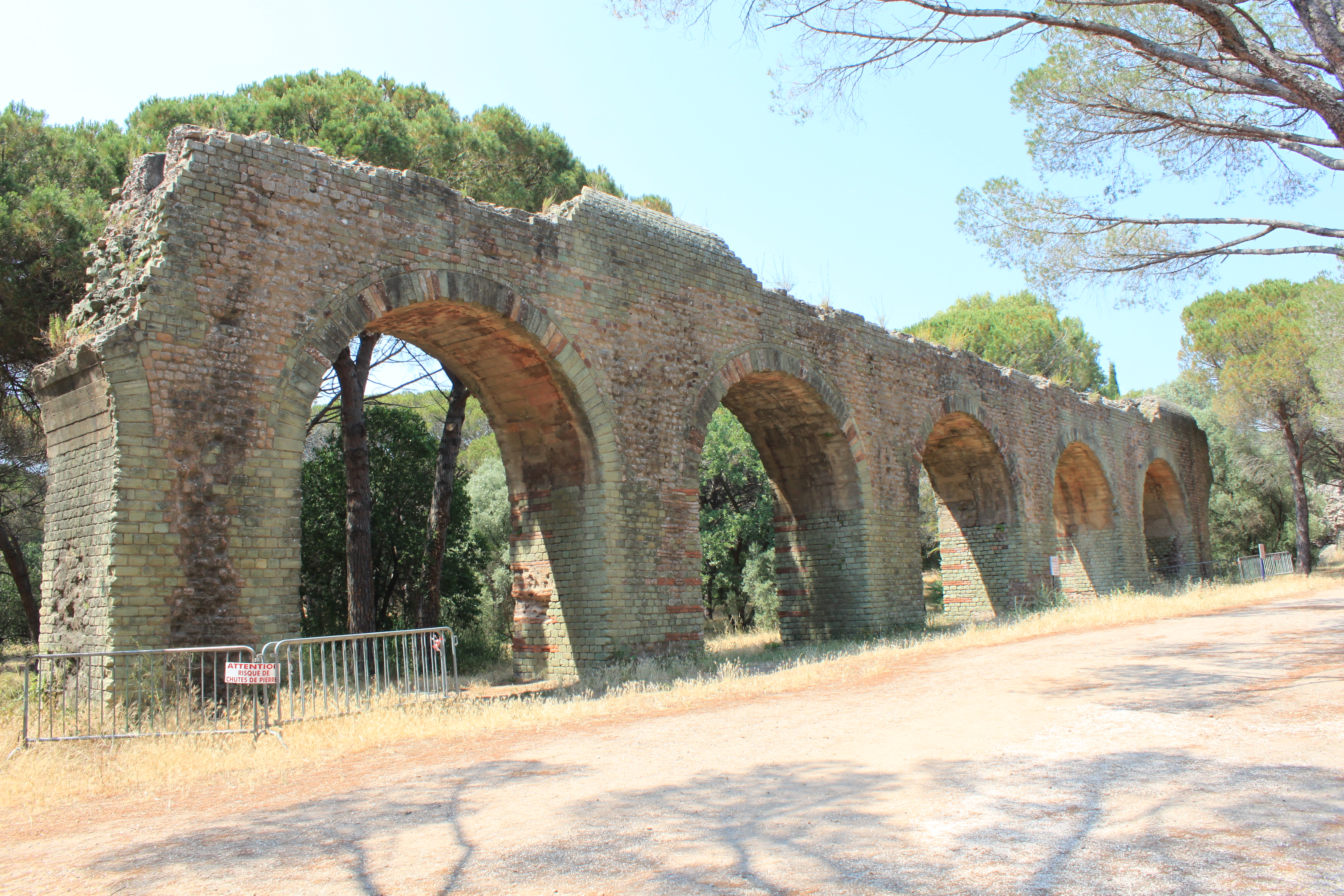
Pont de Sainte-Croix, dans le parc Aurélien
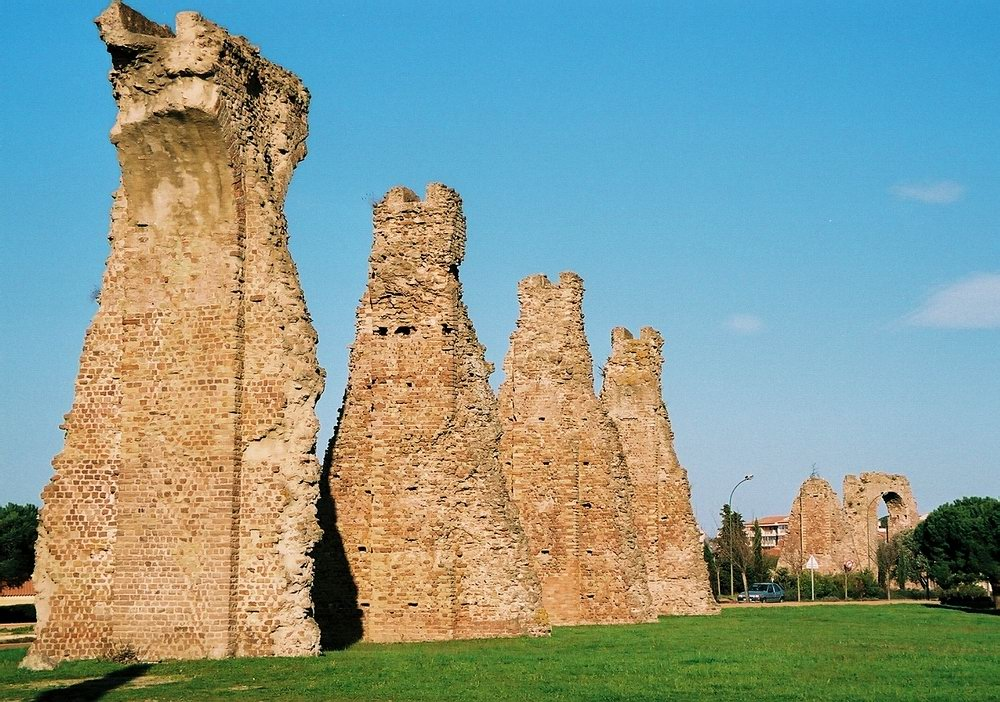
Piles du Pont de Sainte-Croix, avenue du XVè corps

Dans la ville romaine de Fréjus, l'urbanisation a détruit ou masqué les réseaux secondaires ainsi que les thermes de Villeneuve.

## Construction

### Architecture

#### Ornementation
L'ouvrage est d'une très grande rusticité, sans élément de décor surajouté notable. Seul un buste aux arches de la Bouteillère symbolise la puissance romaine. Très abîmé, en bas relief, il illustre toute la sobriété de l'aqueduc. (Site n°26)

#### Ponts, tunnels, barrages, murs
Le trajet de l'aqueduc de Mons à Fréjus est caractérisé par une utilisation préférentielle de ponts ou de tranchées, mais rarement de tunnels. 
En effet, les très nombreux vallons sur le trajet de l'aqueduc de Fréjus sont une de ses caractéristiques remarquables. Ils ont été franchis à l'aide de ponts, et non en les contournant (comme pour l'aqueduc d'Aix-La Traconnade). Ces vallons souvent très encaissés représentent le point faible de l'aqueduc :
- leur entartrage les alourdissait considérablement,
- cet entartrage était accentué par l'exposition au soleil, source de réchauffement localisé
- les orages méditerranéens les ont souvent détruits, et plusieurs fois, on retrouve deux états successifs, sinon trois (Jaumin).
- le recours à des passages en tunnel a été rare.

Les principaux tunnels sont ceux de San-Peyre, de Pibresson, de l'Esquine, et principalement la galerie des Vaux (852 m), les autres sont beaucoup moins importants : Gayet, Boson Escoffier, Moutte. On ne retrouve pas de traces du barrage du franchissement du Biançon à Plaine-Neuve décrit par Perrier en 1892. Plusieurs franchissements sur des murs ont été utilisés : Malpasset-aval, Bosquets, Sainte-Brigitte, Gorgo-Vent.
La technique des siphons n'a pas été utilisée, sauf pour les conduites de 1892, avec à chaque passage en siphon un regard de visite en amont et une ventouse (purge de l'air) en aval. Pour la conduite dite du Génie, les siphons ont été réalisés à l'aide de tubes métalliques, avec regards en amont et en aval.

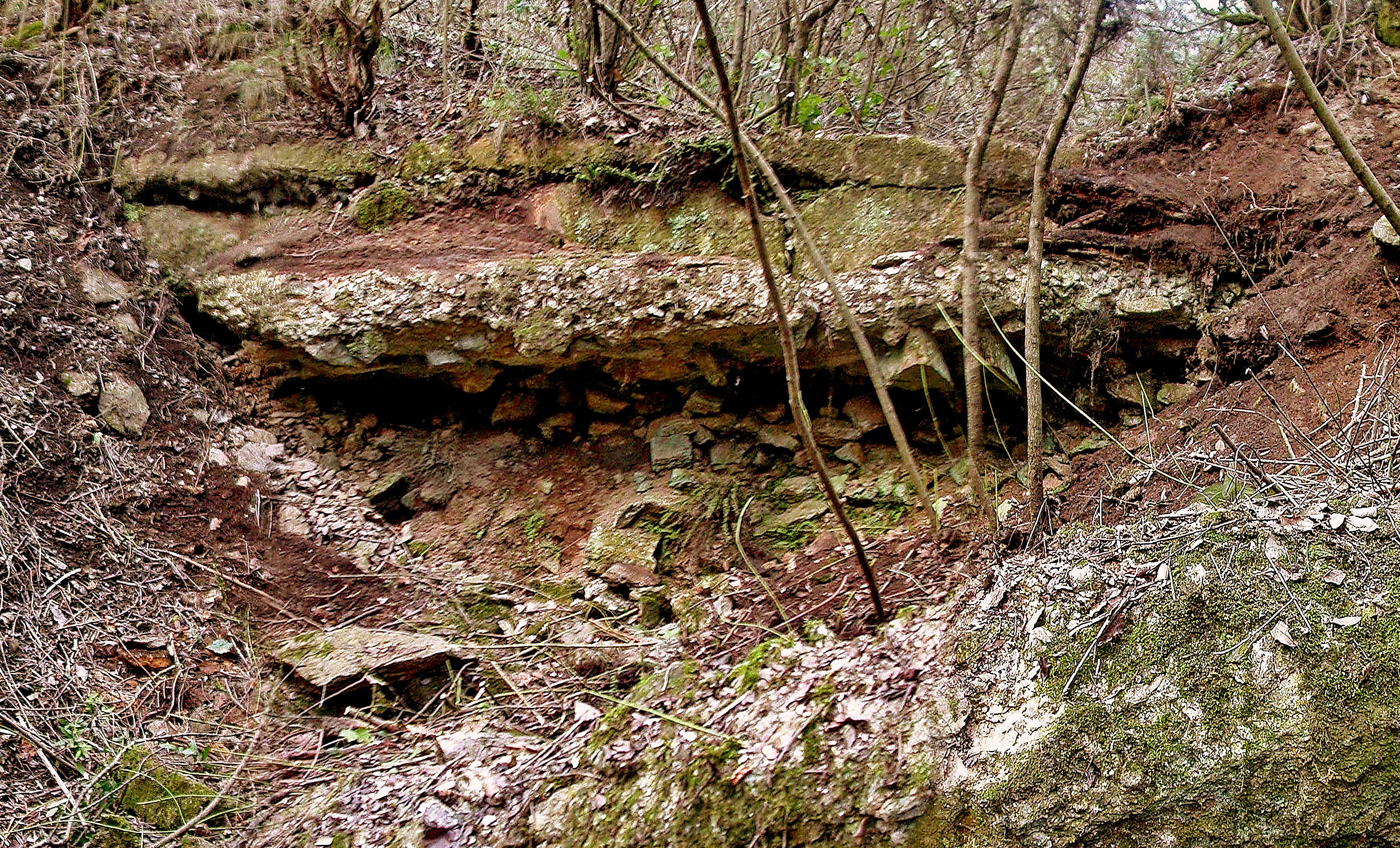
Mur de franchissement de vallon en amont de Malpasset

#### Regards
On ne retrouve que peu de regards d'origine, sauf une courte série avant et après le Gargalon : il est donc impossible d'en évaluer l'espacement moyen.

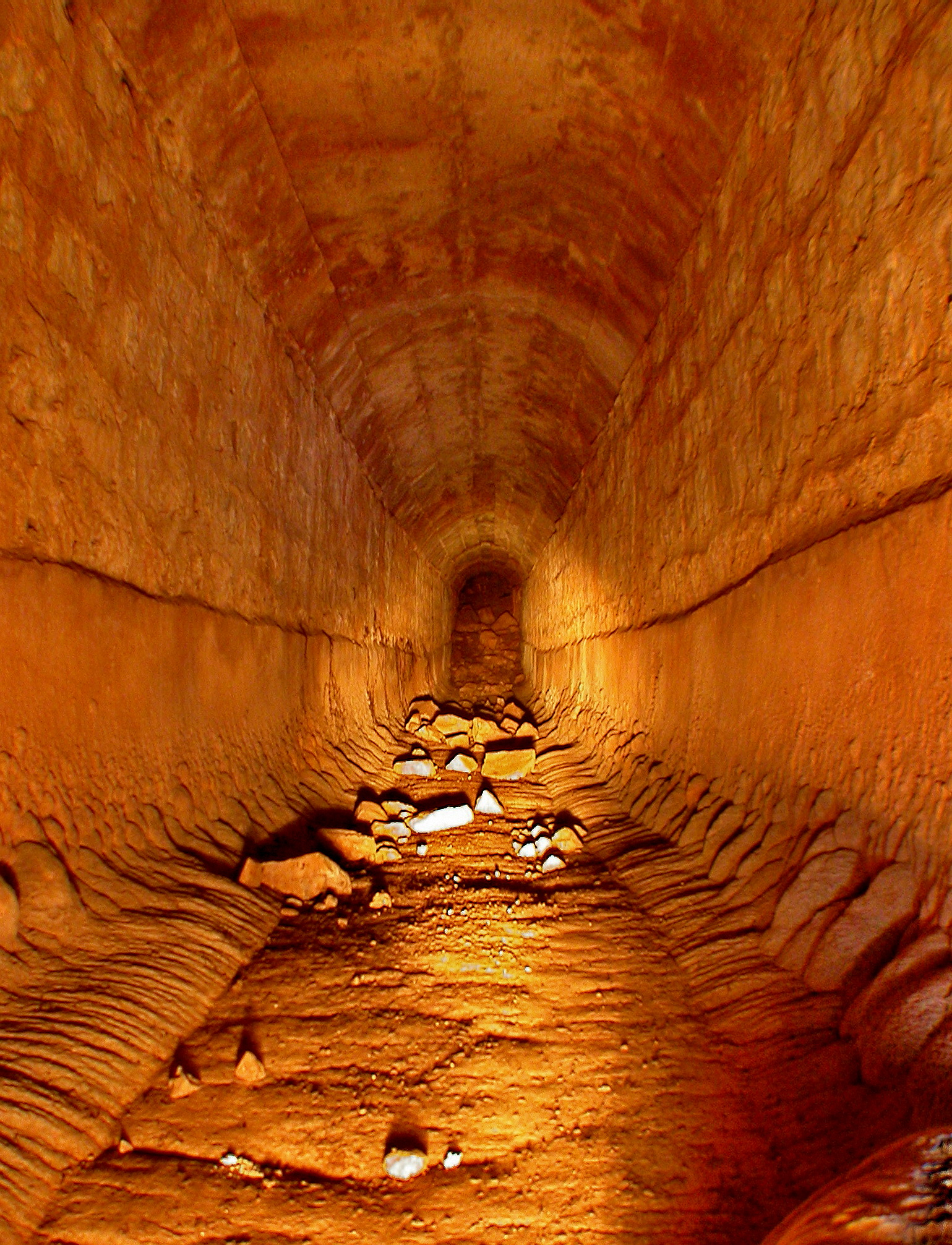
Vue intérieure d'une section-type.

### Matériaux
Les Romains utilisaient plus particulièrement deux types de matériaux : le mortier de chaux à granulats centimétriques, maintenant appelé "béton romain", et (surtout pour l'étanchéité) le mortier de tuileau, toujours à base de chaux, mais implémenté de débris concassés infra-centimétriques d'objets courants en brique rouge : tuiles (tegula et imbrex), amphores…
Par nécessité ils utilisaient par facilité les matériaux locaux sur un trajet géologiquement très varié : karstique, sédimentaire, métamorphique, imbritique, ce qui explique les nombreuses variantes locales : on retrouve ainsi plusieurs carrières et fours à chaux sur le trajet. 

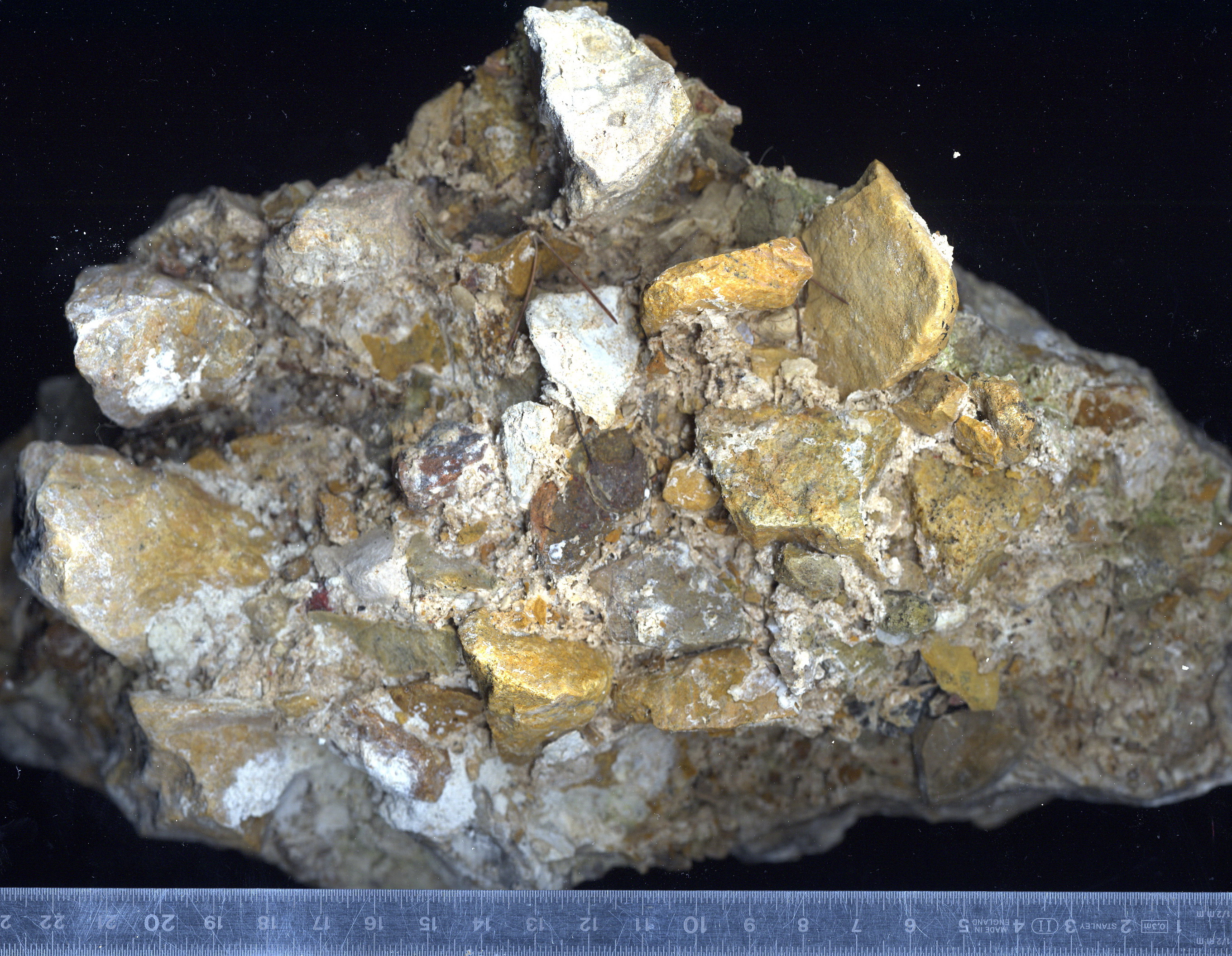
Mortier romain à la chaux et gros granulats.
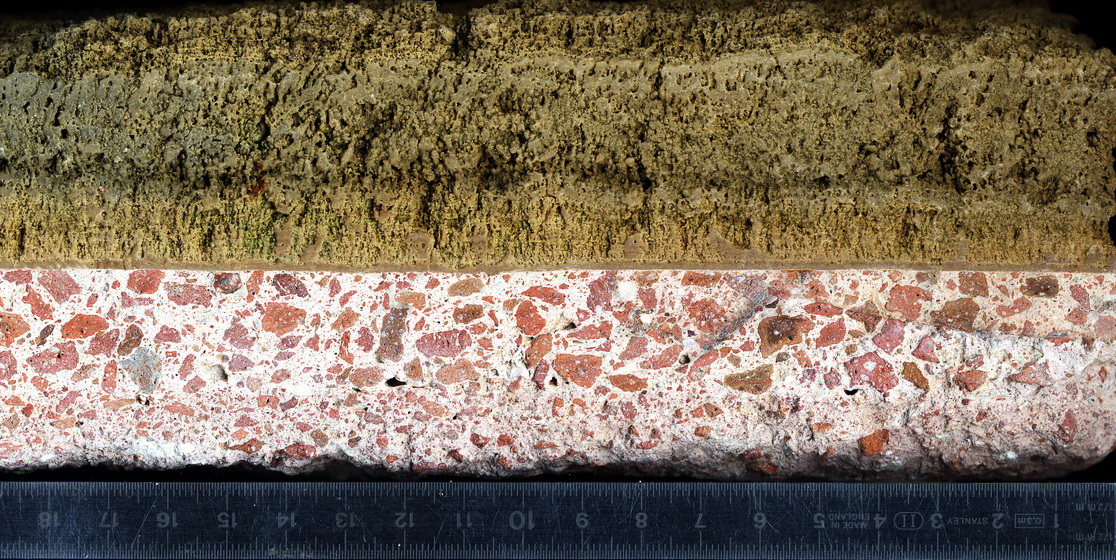
Section de mortier de tuileau (rouge) surmontée de tuf grossier (fuites)

### Détails techniques

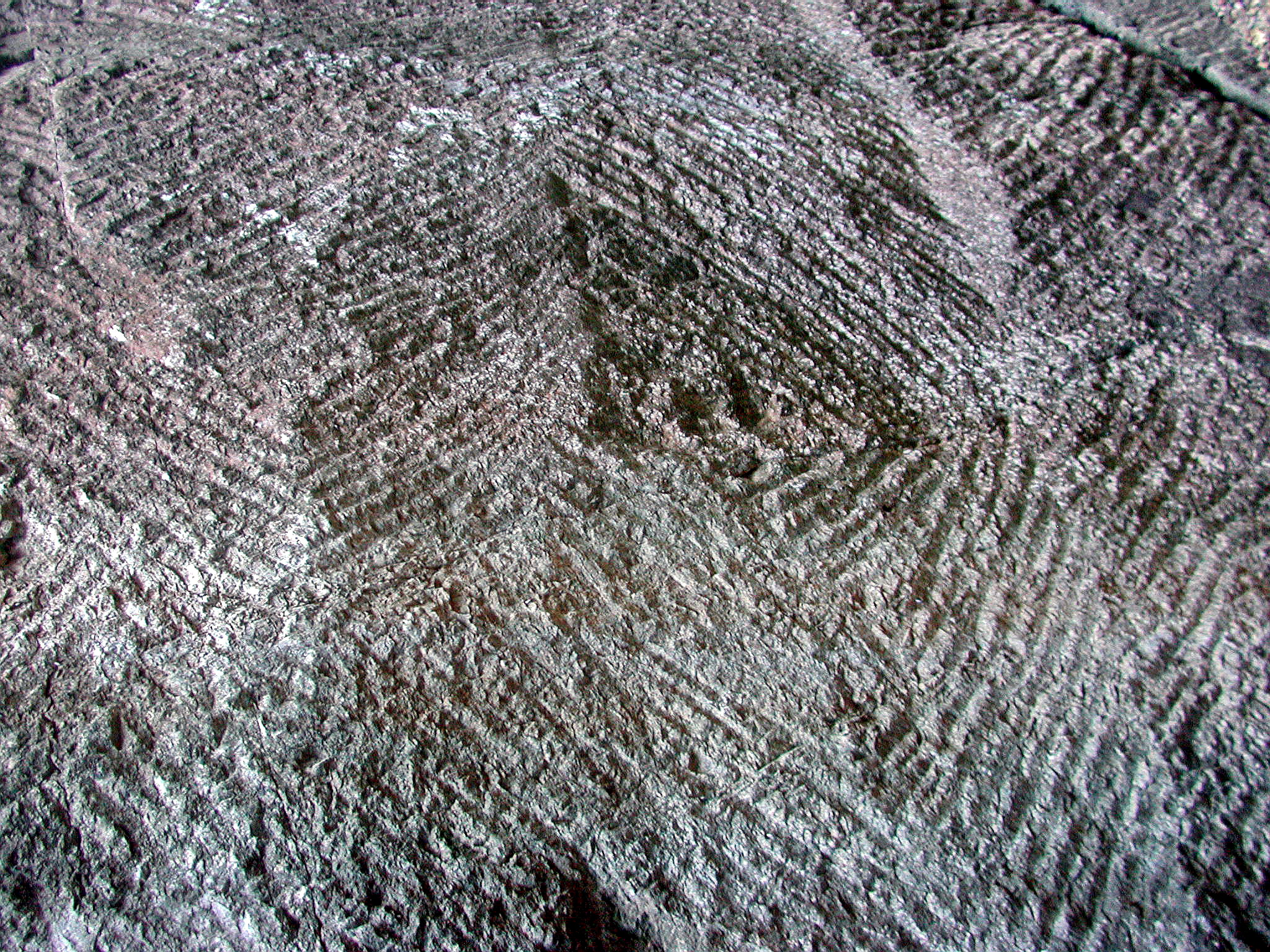
Traces d'escoube dans la pierre de Roche-Taillée.
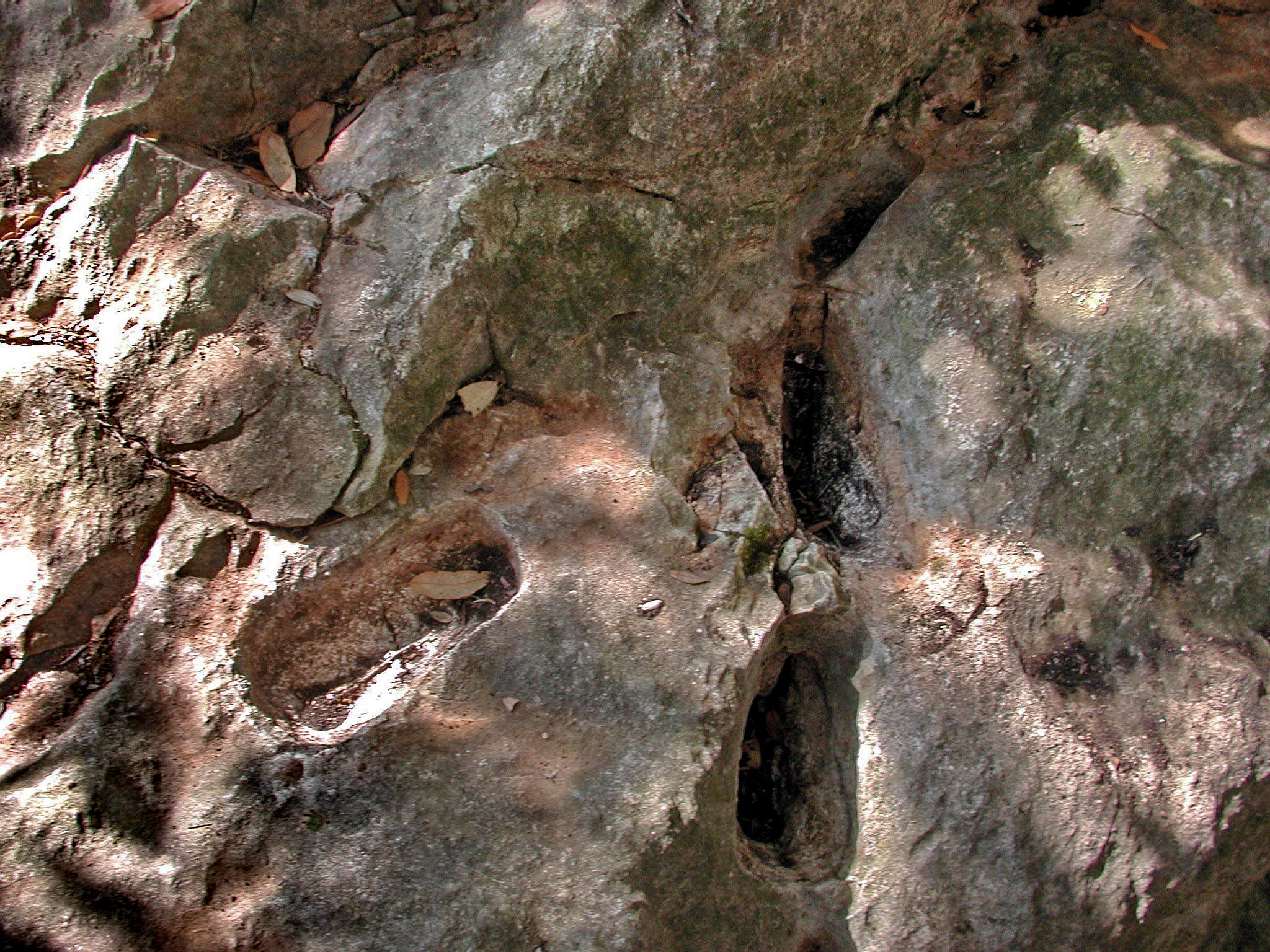
Reste de trous dans la roche pour la tailler avec des coins en bois mouillés.
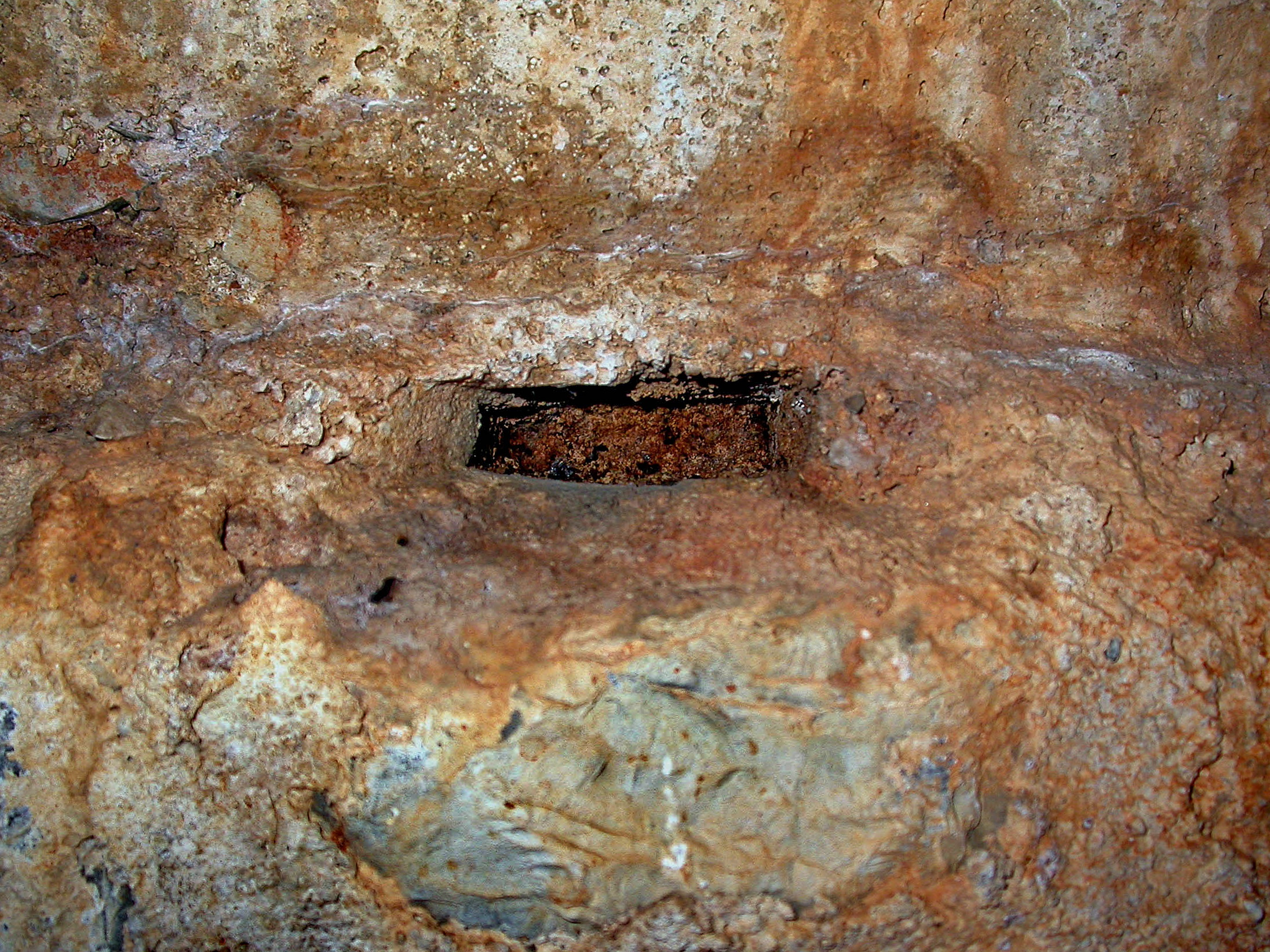
Ope de soutien de coffrage de voûte.
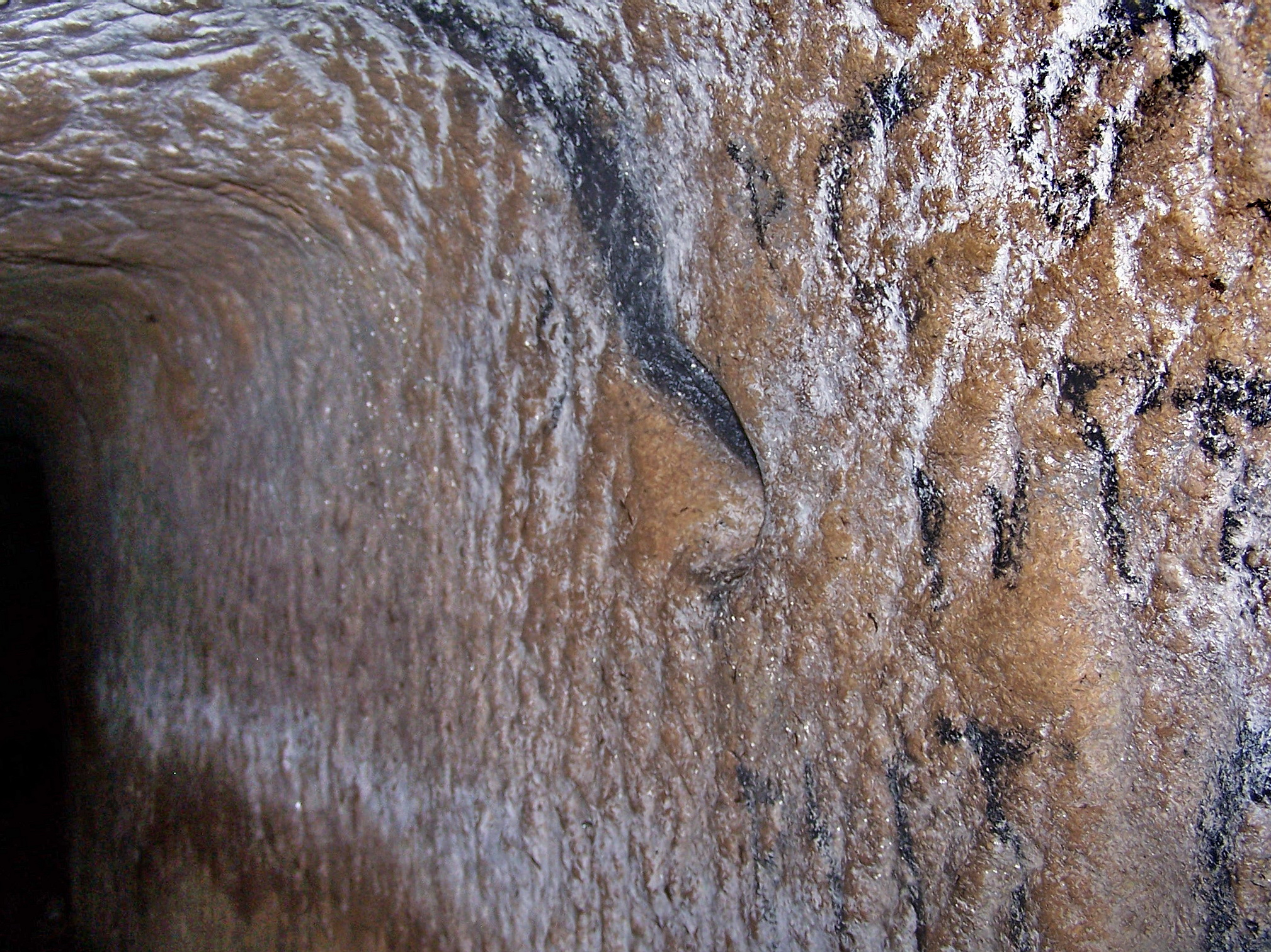
Aqueduc d'Aix-Traconnade : logette de lampe à huile.

### L'ennemi des aqueducs en région karstique: la "calcairo-sclérose"
Les aqueducs avaient de nombreux ennemis : l'homme en premier lieu, par des actions de destruction.
La chaleur aggravait les concrétions et le froid dilatait les structures, la sécheresse avait aussi une action néfaste.
Les racines envahissantes des arbres voisins pouvaient les abîmer.
L'instabilité du sol (solifluxion) et les crues torrentielles détruisaient les ponts-aqueducs.
Les animaux cherchaient à profiter de l'eau ou de l'abri.
En région karstique, les concrétions carbonatées internes demandaient un curage régulier.
Les aqueducs méditerranéens se trouvent le plus souvent en région karstique (calcaire), ils sont alors exposés aux dépôts carbonatés déposés par l'eau saturée en carbonate de calcium : pour l'aqueduc de Mons à Fréjus, on estime que l'épaisseur des dépôts était de 1 millimètre par an, soit 10 centimètres par siècle.
Le résultat de cette "calcairo-sclérose" se manifestait par une réduction de la vitesse d'écoulement qui nécessitait un curage régulier et, au niveau des ponts-aqueducs, par une surcharge pondérale qui leur devenait souvent fatale et nécessitait la reconstruction d'un pont.
Cette fragilité était aggravée par la violence des crues méditerranéennes dévalant les vallons courts mais très pentus et sans assise résistante (en particulier quand l'aqueduc a dépassé les régions karstiques).
Obésité et calcairo-sclérose étaient déjà deux fléaux d'une partie du monde romain. Les dépôts internes sont à granulation fine comme celle des travertins, ils présentent une striation périodique faite de doublets (un clair, un plus foncé) traduisant statistiquement une année de dépôts. On remarque parfois, en plus, des plans de clivage habituellement attribués à des périodes de sécheresse. L'étude de ces striations permet de faire une approche rétrospective du climat environnant. Les dépôts externes sont à grain grossier et souvent sale, comme les formations de tufs visibles à l'émergence des grottes en région de karstique.
En comparaison, les aqueducs lyonnais ne souffraient pas de ce mal. Leurs problèmes se trouvaient au niveau du franchissement des vallées au moyen de siphons en tuyaux de plomb (rare, coûteux et résistant parfois mal aux pressions considérables).
À l'examen microscopique, les stries foncées des doublets périodiques ont une cristallisation très différente de celle des stries claires : cela pourrait s'expliquer par des températures de cristallisation différentes. Ces stries foncées paraissent elles-mêmes pouvoir être décomposées en plusieurs doublets (2 à 3) internes. La coloration de ces stries apparaît en rapport avec des impuretés. Il faut cependant être très prudent : les techniques de coupe et de polissage sont très destructrices et apportent des matériaux de dégradation.

## Utilisation et réutilisation moderne
On ne connaît pas avec précision la date de fin d'exploitation globale de l'aqueduc de Mons à Fréjus : la dernière date connue correspond au siège de Fréjus en 1590 (guerre de religion contre les Carcistes (nom local des Huguenots) par Bernard de La Valette qui fit mettre l'aqueduc hors d’usage pour provoquer la fin du siège, et aussitôt aller faire le siège de Mons. L'aqueduc est toujours en service sur son quart supérieur : cela doit être l'héritage de la maison de Villeneuve qui avait dû l'entretenir pour l'approvisionnement de ses fiefs de Beauregard, San-Peyre, Pibresson, Cananilles, Font-Bouillen, Velnasque et Tourrettes.
Il a été localement réaménagé pour être utilisé pour l'irrigation de la riche plaine de Fonduranne ainsi que le fonctionnement de son moulin et de sa scierie. Il a par ailleurs  été réutilisé partiellement en 1892 pour y installer une conduite en amiante-ciment de 40 cm de diamètre afin d'alimenter en eau Fréjus et Saint-Raphaël: